# لین اودینگ
لین اودینگ (انگلیسی: Lin Oeding؛ زادهٔ ۹ اوت ۱۹۷۷) کارگردان فیلم، و بدل‌کار است.